# Ялчино (Іртюбяцька сільська рада)
Я́лчино (рос. Ялчино, башк. Ялсы) — присілок у складі Кугарчинського району Башкортостану, Росія. Входить до складу Іртюбяцької сільської ради.
Населення — 161 особа (2010; 179 в 2002).
Національний склад:
- башкири — 100%